# Antonio José de Sucre

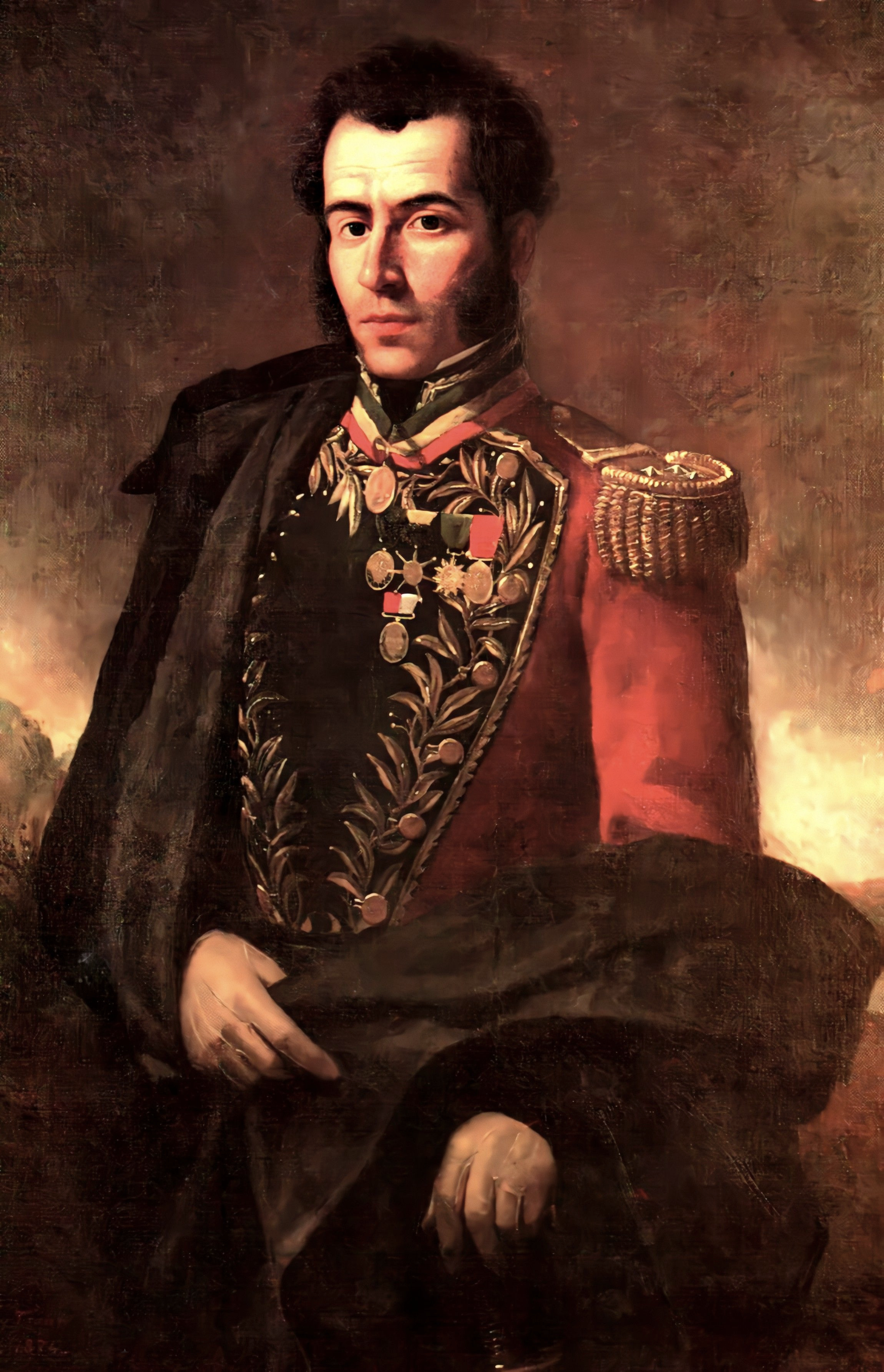
Antonio José Sucre

Antonio José de Sucre y Alcalá (* 3. Februar 1795 in Cumaná, Neugranada; heute Venezuela; † 4. Juni 1830, ermordet im Wald von Berruecos bei Pasto, Großkolumbien; heute Kolumbien) war ein südamerikanischer Freiheitskämpfer und erfolgreicher General unter Simón Bolívar.

## Leben

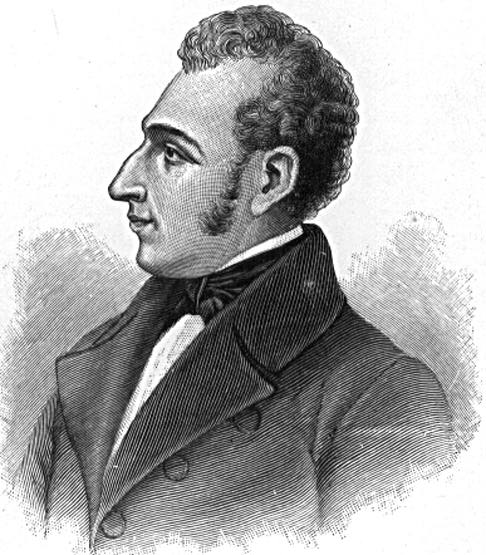
Profilansicht aus Hans Ferdinand Helmolts Weltgeschichte

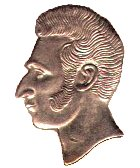
Antonio José Sucre, Detail aus der 1 Sucre-Münze Ecuadors

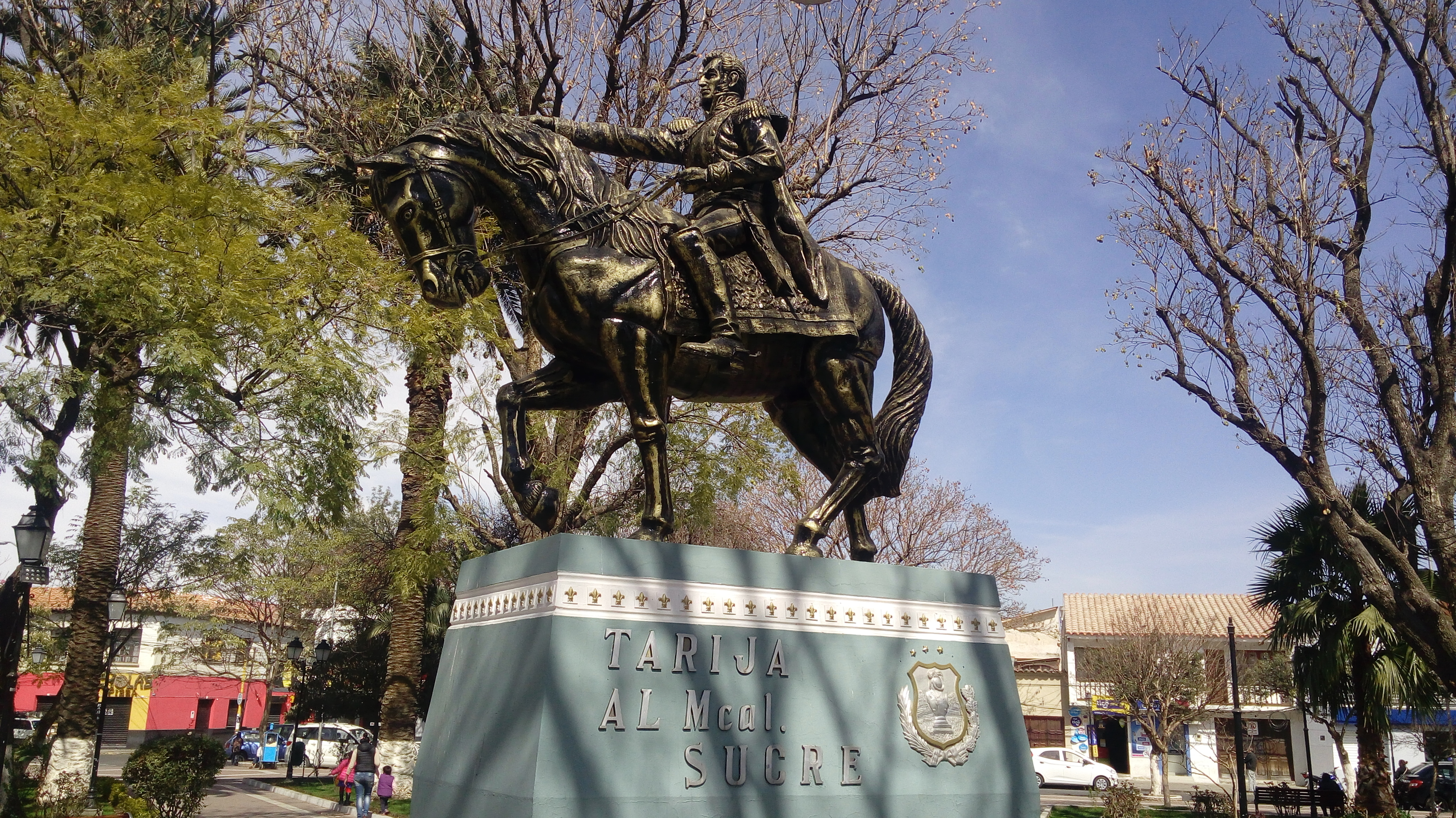
Reiterstatue im Zentrum Tarijas

Antonio José war der Sohn der wohlhabenden Eltern Don Vincente Sucre y Urbaneja und Doña Maria Manuela de Alcalá. Seine Mutter starb, als er sieben Jahre alt war. Mit dreizehn Jahren begann er in Caracas eine militärische Ausbildung, stieg schnell auf und beteiligte sich bereits früh an der südamerikanischen Unabhängigkeitsbewegung unter Francisco de Miranda. Sucre, bereits 1813 zum Oberstleutnant befördert, wurde Adjutant von General Santiago Mariño. Er befehligte mehrere Schlachten und schlug die spanischen Truppen unter deren Befehlshaber Antoñanzas im August 1813. Im Jahr 1817 wurde er zum Colonel befördert. Im Alter von 24 Jahren wurde er Brigadegeneral.
Antonio José Sucre wurde später der engste Vertraute von Simón Bolívar und leitete mehrere wichtige Schlachten in den südamerikanischen Unabhängigkeitskriegen. 1822 wurde er von Bolívar in die Region Quito, heute Ecuador, entsandt; dort besiegte er die spanischen Truppen in der Schlacht am Pichincha. Zusammen mit Bolívar kämpfte Sucre von 1823 bis 1825 im Vizekönigreich Peru. 1824 gewann er gegen spanische Truppen die Schlacht von Junín. Seine wohl wichtigste Schlacht dürfte die bei Ayacucho am 9. Dezember 1824 gewesen sein, die Sucre in Abwesenheit von Bolívar schlug und welche die Unabhängigkeitsbestrebungen der ehemaligen Vizekönigreiche Neugranada und Peru zum Abschluss brachte. Sucre bekam dafür von Bolívar den Titel Gran Mariscal de Ayacucho verliehen.
1826 wurde Sucre zum Präsidenten des neu gegründeten Staats Bolivien gewählt. Er bildete eine Regierung unter Führung von Simón Bolívar, der eine neue Verfassung entwarf. 1828 musste Sucre aufgrund des starken Widerstands des bolivianischen Volkes gegen seine Politik zurücktreten.
1830 wurde er zum Präsidenten des Kongresses gewählt, der in Bogotá mit dem Ziel zusammentrat, die Einheit Großkolumbiens zu sichern. Doch der Kongress scheiterte und auf dem Weg nach Quito wurde Sucre am 4. Juni 1830, vermutlich von politischen Gegnern, ermordet. Sucres Ermordung stand wahrscheinlich in Zusammenhang mit der Nachfolge Bolívars; denn er war sein designierter Nachfolger.

## Ehrungen
Nach ihm wurden die nominelle Hauptstadt Boliviens, ein Bundesstaat Venezuelas, eine Verwaltungseinheit Kolumbiens, ein Stadtviertel (Mariscal Sucre), der Flughafen und die westliche Umgehungsstraße von Quito sowie die ehemalige Währung Ecuadors benannt. Außerdem tragen zahlreiche Museen, Straßen und Plätze in ganz Lateinamerika seinen Namen.